# Bloodsucker
Bloodsucker è un brano dei Deep Purple contenuto nell'album Deep Purple in Rock del 1970, della formazione Mark II. La canzone è un tempo medio hard rock in cui sono presenti alcuni dei marchi di fabbrica che hanno reso famoso il gruppo e cioè un assolo in cui si alternano la chitarra di Ritchie Blackmore e le tastiere di Jon Lord, e una parte vocale dominata dagli acuti di Ian Gillan che arriva letteralmente a urlare la strofa finale.

## Storia
La canzone è nata in varie sessioni, alternate a concerti, tra la fine del 1969 e il 1970 durante i quali il gruppo ha composto l'album Deep Purple in Rock.
La recente formazione dei Deep Purple con Steve Morse alla chitarra ha registrato di nuovo una versione di questa canzone sull'album Abandon del 1998, con il titolo rivisitato di Bludsucker.